# 大雪山白樺荘ユースホステル
大雪山白樺荘ユースホステル（だいせつざんしらかばそうユースホステル）は日本ユースホステル協会に加盟していた北海道のユースホステル。同名のホテルに併設されていたが、2024年3月いっぱいでユースホステル部は解約となり、以降はホテルのみの営業となった。
標高1150メートルの旭岳中腹にあり、旭岳温泉街の一軒。旭岳ロープウェイ駅や登山口にも近く、夏は大雪山登山、冬はスキーの拠点となる。

## 設備
- 施設内に温泉あり
  - 自家源泉を持ち、内風呂・露天風呂を有する。周辺の温泉施設の湯めぐりも可能。
- 駐車場あり
- 洗濯機あり
- 乾燥機あり
- 荷物預かりあり
- 周辺にスキー場あり
  - 旭岳スキーコース

## 休館
- 臨時休館あり

## アクセス
- JR函館本線旭川駅4番乗り場よりからバスいで湯号で旭岳温泉行1時間40分 旭岳温泉下車 徒歩1分